# Takumi Wada
Takumi Wada (Shizuoka, 20 oktober 1981) is een Japans voetballer.

## Carrière
Takumi Wada speelde tussen 2004 en 2010 voor Shimizu S-Pulse, Yokohama FC, Tokyo Verdy en JEF United Ichihara Chiba. Hij tekende in 2011 bij Avispa Fukuoka.